# Slavica (Fužine)
Pour les articles homonymes, voir Slavica.
Slavica est une localité de Croatie située dans la municipalité de Fužine, comitat de Primorje-Gorski Kotar. En 2001, la localité comptait 36 habitants.

## Démographie
| 1948 | 1953 | 1961 | 1971 | 1981 | 1991 | 2001 |
| ---- | ---- | ---- | ---- | ---- | ---- | ---- |
| 74   | 101  | 86   | 82   | 72   | 50   | 36   |